# Kenyaspurv
Kenyapurv (latin: Passer rufocinctus) er en fugleart, der lever i Kenya og nordlige Tanzania.